# 榛接線
榛接線（チンジョプせん）は 大韓民国ソウル特別市蘆原区の仏岩山駅から京畿道南楊州市の榛接駅までを結ぶ広域電鉄である。ソウル交通公社4号線と直通運転を行っている。

## 歴史
- 2014年12月10日 - 着工[1]。
- 2016年6月1日 - 南楊州市の工事現場でガス爆発事故が発生し、中国人労働者を含む契約労働者14人が死傷[2][3]。
- 2017年8月2日 - 現代ロテムに車両発注。
- 2021年8月6日 - 駅名確定。
- 2021年8月10日 - 試運転開始。
- 2022年3月19日 - 開業[4]。
- 2029年頃 - 豊壌駅が開業予定。

## 車両
現代ロテムが交直両用電車10両5編成計50両を受注し、2019年内に全車が納入される。

### 自局車両
- 4000系

## 駅一覧
- 2022年頃に当路線開業に合わせて、ソウル交通公社管轄の倉洞車両事業所が南揚州市榛接邑に移転し榛接車両事業所となる予定であったが、こちらは建設が遅れており、2026年頃の完成を目指している。

| 405                                   | 榛接駅             | 진접역       | Jinjeop             | 0.0 | 0.0  |                                    | 京畿道 南楊州市     |
| 406                                   | 梧南駅             | 오남역       | Onam                | 2.1 | 2.1  |                                    | 京畿道 南楊州市     |
| 407                                   | 豊壌駅             | 풍양역       | Pungyang            | 2.6 | 4.7  | ソウル交通公社： 9号線(2029年以降) | 京畿道 南楊州市     |
| 408                                   | 別内ビョルガラム駅 | 별내별가람역 | Byeolnae Byeolgaram | 5.1 | 9.8  |                                    | 京畿道 南楊州市     |
| 409                                   | 仏岩山駅           | 불암산역     | Buramsan            | 4.4 | 14.2 | ソウル交通公社： 4号線             | ソウル特別市 芦原区 |
| ソウル交通公社4号線舎堂駅まで直通運転 |                    |              |                     |     |      |                                    |                     |